# Votazione nominale
La votazione nominale è una votazione con la quale ogni voto è associato al nome del soggetto che lo ha espresso. Si ha quindi una votazione palese in cui il voto di ogni singolo partecipante è pubblico.
Può essere effettuata per appello nominale (e in tal caso viene detta votazione nominale con appello) con la chiamata uno alla volta di ogni votante, di solito in ordine alfabetico e iniziando da uno di loro estratto a sorte, che esprime il proprio voto (di solito dicendo "sì", "no" oppure "mi astengo"). È la forma più solenne. Un esempio di votazione per appello nominale è quella che si svolge nelle assemblee parlamentari italiane per concedere o revocare fiducia al rispettivo governo. Sempre nelle assemblee parlamentari italiane  viene inoltre utilizzata su richiesta di un certo numero di membri.
Un'altra modalità, più rapida, è la votazione nominale con scrutinio simultaneo effettuata con dispositivi elettronici. I votanti esprimono il proprio voto contemporaneamente, con risparmio di tempo, e il voto viene registrato dal dispositivo elettronico associando ciascuno di essi al nome del votante.
La prassi, e in alcuni casi anche leggi o il regolamento dell'organo in cui si effettua la votazione, vuole che non si ricorra ad appello nominale nei casi in cui siano in gioco i diritti della persona.
Come per altre votazioni, perché essa sia valida è necessario che sia raggiunto il numero legale di aventi al diritto di voto.
Nel resoconto della seduta viene pubblicato non solo l'elenco dei votanti ma anche il voto espresso da ciascuno di loro.

## In Italia
In Italia due articoli del Regolamento della Camera (il 117 e il 54) e due articoli del Regolamento del Senato (il 116 e il 161) prevedono per le votazioni di fiducia o sfiducia esclusivamente l'appello nominale. Questo metodo è molto antico, infatti risale sicuramente al 1800.